# 93° westerlengte
93° westerlengte (ten opzichte van de nulmeridiaan) is een meridiaan of lengtegraad, onderdeel van een geografische positieaanduiding in bolcoördinaten. De lijn loopt vanaf de Noordpool naar de Noordelijke IJszee, Noord-Amerika, de Golf van Mexico, Midden-Amerika, de Grote Oceaan, de Zuidelijke Oceaan en Antarctica en zo naar de Zuidpool.
De meridiaan op 93° westerlengte vormt een grootcirkel met de meridiaan op 87° oosterlengte. De meridiaanlijn beginnend bij de Noordpool en eindigend bij de Zuidpool gaat door de volgende landen, gebieden of zeeën. 
| Land, gebied of zee | Nauwkeurigere gegevens                                                 |
| ------------------- | ---------------------------------------------------------------------- |
| Noordelijke IJszee  |                                                                        |
| Canada              | Nunavut - Axel Heibergeiland, Devoneiland                              |
| Parrykanaal         |                                                                        |
| Canada              | Nunavut - Somerseteiland                                               |
| Raestraat           |                                                                        |
| Canada              | Nunavut                                                                |
| Hudsonbaai          |                                                                        |
| Canada              | Manitoba, Ontario                                                      |
| Verenigde Staten    | Minnesota (dwars door Saint Paul), Iowa, Missouri, Arkansas, Louisiana |
| Golf van Mexico     |                                                                        |
| Mexico              | Tabasco, Chiapas                                                       |
| Grote Oceaan        |                                                                        |
| Zuidelijke Oceaan   |                                                                        |
| Antarctica          | Niet-toegeëigend gebied in Antarctica                                  |